# Harimia Ahmed
Harimia Ahmed ist eine Rechtsanwältin in den Komoren. Sie ist die erste Frau im Land, die als Anwältin praktiziert und hat bereits als Justizministerin und als Präsidentin des Bar Council gedient. Ahmed wirkte als Verteidigerin für hochrangige Klienten.

## Leben

### Karriere
Harimia Ahmed ist die Frau von Idi Nadhoim (Vizepräsident der Komoren 2006–2011). Sie arbeitet sei mindestens 1994 als Anwältin und ist damit die erste Anwältin der Komoren überhaupt. Ahmed war als Repräsentantin der Komoren bei der vierten Indian Ocean Law Faculty Competition in Moroni im April 2003. Sie beteiligte sich dabei an einem fiktiven öffentlichen Prozess mit Anwälten aus den frankophonen Ländern Komoren, Madagaskar, Mauritius und der französischen Dependenz Réunion.
Ahmed diente drei Amtszeiten lang als Präsidentin des Comoros Bar Council. Sie selbst berichtete, dass das Council seit der Gründung 1968 mit zwei Mitgliedern auf mehr als 40 Mitglieder am Ende ihrer Amtszeit anwuchs. Ahmed hat das Ziel die Transparenz, die Gleichbehandlung bei Dienstleistungen und Effizienz der Mitglieder des Councils zu verbessern. Während ihrer Zeit als Präsidentin des Bar Council diente Ahmed auch als Beraterin der Regierung und als Justizministerin 2007. 2010 diente Ahmed als Vizepräsident der komorischen Gruppe des Africa Center for Strategic Studies und wurde als Honorar-Konsularin des Senegal in den Komoren 2012 ernannt.

## Prozesse
2000 war Ahmed Verteidigerin für den Abgeordneten Scheich Ali Bacar Kassim, einen bekannten Gegner des Präsidenten Azali Assoumani, der Finanzskandale an der Spitze der Regierung aufdeckte und zum Sturz der Regierung aufrief. Ahmed wurde die Erlaubnis verweigert, Kassim zu sprechen. Daraufhin ging er in Hungerstreik.
2011 vertrat Ahmed den Brigadier-General Salimou Mogamed Amiri, den ehemaligen Chief of Staff der Armee der Komoren, der wegen Mord an Lieutenant-Colonel Combo Ayouba und wegen Rebellion angeklagt worden war. Vierzehn von Amiris Bodyguards waren ebenfalls wegen Rebellion angeklagt, weil sie bei der Verhaftung ihres Generals Widerstand geleistet hatten. Amiri und alle seine vier Bodyguards wurden im Bezug auf die Rebellionsanklage für unschuldig befunden, aber er wurde unter der Anklage wegen Mordes weiterhin unter Hausarrest gehalten.